# Jóska Sobri
Jóska Sobri ([ˈjoːʃkɒ ˈʃobɾi]; també Zsubri [ˈʒubɾi]) (Erdőd major, 1810 – Lápafő, 17 de febrer de 1837). Bandoler i lladre de camí hongarès, actiu a Transdanúbia.
József, anomenat habitualment Jóska, va néixer el 1810 a la granja Erdőd (Erdőd major), prop de Bögöte. Ell i els seus germans eren coneguts per Sobri "de Sobor" (una altra forma diañectal: Zsubri, o també Subri), perquè el seu pare, el porquer István Pap, era del poble de Sobor. Jóska Sobri va prendre part el 1832, per una bravata segons la tradició popular, del robatori de sis porcs a Eplény, però va ser traït i condemnat a dos anys de presó, acompanyat de bastonades a raó de 30 cops per trimestre.
Va ser empresonat a Szombathely, on es diu que gràcies al seu atractiu va aconseguir certs avantatges de l'esposa del carceller, com que treballàs a la cuina en lloc de restar confinat a una cel·la, i segons alguns l'avançament del seu alliberament. A la presó va aprendre a llegir i escriure, i es transformà en un veritable aventurer, vestint robes cridaneres. El 1835, robà el pastor responsable de les ovelles de Kolompos, prop de Besnyö, amb un pastoret que va ser capturat i penjat. Sobri va aconseguir escapar, però es va veure obligat a amagar-se, i ràpidament va esdevenir el cap dels bandits que assolaven els boscos de Transdanúbia, tenint com a conseller i principal lloctinent Milfajt Ferko, que tenia una educació primària i havia estat servent de grans senyors. La seva colla, que de vegades va arribar a ser de trenta membres, sobretot robava a sacerdots, grangers i mercaders.